# Jörgen P. Karlsson
Per Olof Jörgen Karlsson, känd som Jörgen P. Karlsson, född 24 september 1970 i Vaksala församling i Uppsala, är en svensk målare, tecknare och videokonstnär som är verksam i Karlstad.
Jörgen P. Karlsson använder sig av varierande tekniker, men är främst känd inom videokonst och måleri. Han har även genomfört performanceakter och installationer.
Karlsson växte upp i Säffle och är son till Lars-Olof Karlsson och May, ogift Johansson. Han påbörjade sin konstutbildning 1999 och grundutbildade sig på Kyrkeruds folkhögskola och vidare till Örebro Konstskola, där han erhöll sitt första stipendium. Utbildades också inom samtidskonst på Örebro universitet. Året efter utbildningens avslutande blev han invald i Värmlands konstnärsförbund. Han deltog på Värmlands stora jury-bedömda salonger, och blir bland annat inköpt till Värmlands museum, där han till dags dato har ett fotoverk och ett videoverk i museisamlingen. I Arizona State University Art Museum, finns ett videoverk efter en så kallad konstvideofestival. Han är medlem i KRO, Konstnärernas Riksorganisation. Karlsson finns i övrigt representerad hos diverse kommuner, landsting och företag, och ställer ut regelbundet runt om i Sverige.
Han har också skrivit böckerna "Elefanthud" (ISBN 9789198634709, Helikopter förlag 2020) och "Glappet – ett lekmannamässigt psykologiskt experiment" (ISBN 9789198634716, Helikopter förlag 2021).